# Ernst Laas
Ernst Laas (né le 16 juin 1837 à Fürstenwalde/Spree et mort le 25 juillet 1885 à Strasbourg) est un pédagogue, professeur de lycée puis professeur de philosophie et de propédeutique à l'université de Strasbourg. Penseur positiviste, son œuvre est marquée par l'histoire de la philosophie et le sensualisme.

## Biographie
Fils du tailleur berlinois Johann-Peter Laas (1807–57) et de Berta Ida Flora Laas (1818–52), née Beil, il grandit dans un milieu modeste. Grâce à la protection du général von Massow, il peut effectuer des études secondaires au lycée de Joachimsthal. Il est précepteur de 1854 à 1856 puis, ayant économisé suffisamment d'argent, s'immatricule à l'université de Berlin. Il y étudie la théologie et la philosophie sous la direction de l'historien des idées Fr.-A. Trendelenburg. Laas soutint en 1859 sa thèse de philosophie consacrée au Postulat moral chez Aristote.

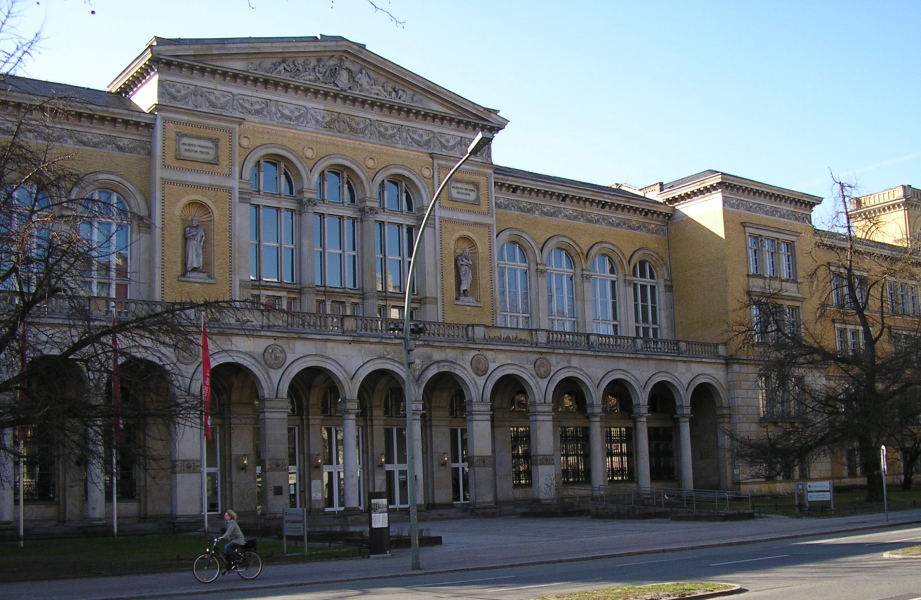
Ancien lycée de Joachimthal, dans le faubourg de Berlin-Wilmersdorf.

En 1860, il fut recruté comme professeur de littérature classique et d'hébreu au Lycée Frédéric, puis en 1868 au lycée royal Wilhelm de Berlin. Il épousa en 1861 Martha Vogeler (1839–1919), qui lui donna cinq fils. Au terme de la conquête de l'Alsace-Lorrraine, il fut nommé à la chaire de philosophie de l'université Kaiser-Wilhelm de Strasbourg, poste qu'il conserva jusqu'à sa mort.

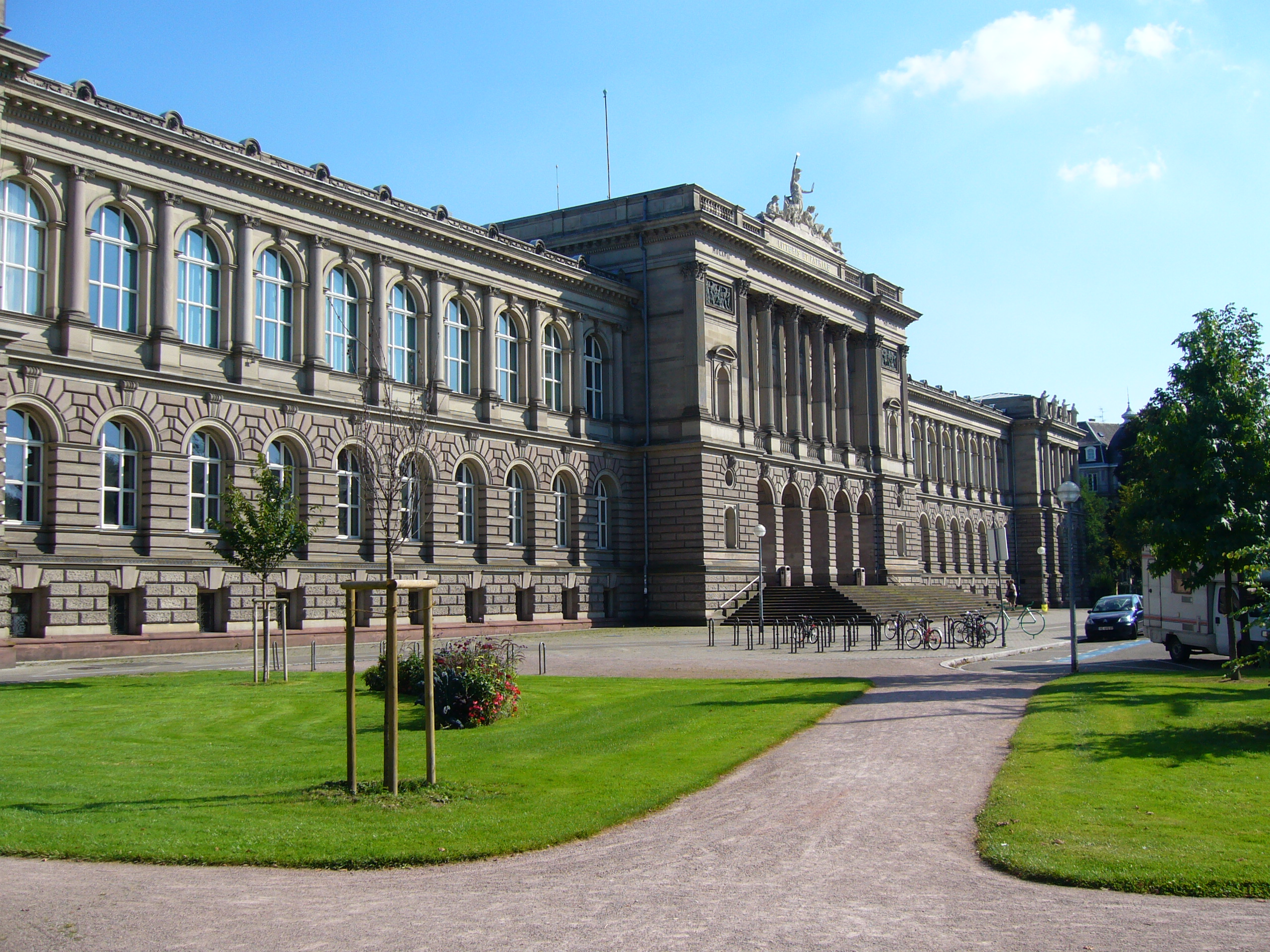
Université de Strasbourg à la fin du XIXe siècle.

Dans ses cours, il ne traita au début que d'histoire de la littérature et d'histoire culturelle (notamment les essais d'esthétique de Luther, Lessing, Herder et Goethe) et de pédagogie : il parcourait l'évolution des idées en pédagogie depuis l'époque de l'Humanisme de la Réforme, jusqu'à la Querelle des Anciens et des Modernes en matière d'éducation et d'enseignement. Il y avait toujours dans ses leçons une ouverture vers la philosophie ; mais à partir de 1878, il ne s'occupa plus que de philosophie, et pour cela se mit à approfondir ses connaissances en sciences et en mathématiques.
Les écrits posthumes de Laas sont publiés par l'un de ses étudiants, le Viennois Benno Kerry (en) (1858–1889). Laas, selon Kerry, publiait des essais érudits sur la philosophie de son temps, surtout sur les post-kantiens. Mais dans « Idéalisme et Positivisme », il prend position en faveur du positivisme. Les faits sur lesquels porte son positivisme sont les représentations concrètement construites par les perceptions et les ressentis humains. Il estime ce point de vue sensualiste, ou positiviste comme plus profond et plus fertile que l’idéalisme philosophique de la majorité de ses collègues. Chacun pouvait, selon Laas, éprouver la consistance des idées tirées des sens, prendre position par rapport à elles et édifier dessus ses propres conceptions.
La philosophie positiviste de Laas rencontre un grand succès à Strasbourg, mais provoque aussi une controverse sur la théorie de la connaissance et la philosophie morale. Laas (comme Hume et Mill) professe par exemple, contrairement aux kantiens, que la raison humaine ne peut former d'idées ni de concepts qui garantiraient l'objectivité de nos jugements synthétiques et moraux ; autrement dit que l'homme n'est libre, ni de son jugement, ni de son sentiment.
En 1882, le professeur néokantien Windelband est affecté à l'université de Strasbourg. Il voit dans la philosophie positiviste de Laas un relativisme radical, une sophistique anti-rationnelle, qui remet en cause les idéaux philosophiques, par exemple la connaissance objective et la morale. Windelband se fait, selon Klaus Köhnke, un devoir de réhabiliter la philosophie allemande traditionnelle, idéaliste et kantienne, à Strasbourg, malgré les critiques de Laas. Köhnke estime qu'il était en cela appuyé par le successeur prussien d'Althoff aux affaires culturelles en Alsace.

## Sa philosophie de l'histoire
Laas s'intéresse essentiellement aux courants philosophiques du XIXe siècle, car depuis 1830, le Positivisme, qui accompagne le bond des sciences, est un véritable défi pour l'Idéalisme allemand et sa place dans le débat philosophique ne peut plus être ignorée. Les Néokantiens sont alors soucieux de fonder et d'enrichir leur position philosophique sur les plus récentes avancées scientifiques. Ils s'opposent aux philosophes positivistes en proclamant que l'objectivation des phénomènes ne peut être réalisée sans jugements a priori, mais se trouvent par là même entraînés dans une approche positiviste des idées kantiennes. On débat ainsi de savoir si les connaissances a priori (par ex. les concepts et catégories kantiennes) ne doivent pas elles-mêmes être considérées comme des phénomènes.
Laas voit dans le Positivisme la seule philosophie fondée scientifiquement. Il s'affranchit assurément des « absolus arbitraires de la philosophie spéculative », en premier lieu (comme l'affirme P. Jacob Kohn dans sa thèse sur le positivisme de Laas) celle d'Hegel, et s'appuie sur la démarche scientifique de l'époque. Avec sa trilogie Idealismus und Positivismus, il entreprend d'élaborer une philosophie systématique, englobant même la morale « sur la base ferme de l'expérience », ou plus exactement sur la base de la réalité sensible. Il y définit les termes de fait (Tatsache), sensation (Empfindung), expérience (Erlebnis) et réminiscence (Erinnerung).
Laas consacre le premier volume d’« Idéalisme et Positivisme » à son interprétation des œuvres de Platon, de Kant, des anti-kantiens et des philosophies modernes qui annoncent le Positivisme : par exemple celle de Condillac. Il emploie les méthodes de la critique historique héritées de son maître Trendelenburg, opérant la distinction entre les idées « fondamentales » et « dérivées » d'une philosophie. Il en conclut qu'il n'y a véritablement que deux écoles de pensée:
- d'abord le positivisme, qui se fonde sur la réalité sensible ou les phénomènes, et écarte les « idées innées » ;
- et l'idéalisme, qui (comme chez Kant) procède d'instances ontologiques comme la raison et les principes éthiques (le Devoir), lesquels préexistent dans la Raison à toute expérience sensible, et sont constitutifs du jugement. Pour les idéalistes, les concepts de « forme sensible », de « sensation » et de « phénomène » n'ont qu'un rôle secondaire par rapport aux formes a priori[12].

Laas fait remonter le premier courant de pensée, qu'il qualifie aussi de « sensualiste », à Protagoras d'Abdère, et attribue la paternité du second courant à Platon.

« Il saute aux yeux que l'orientation transcendantale (...) est entièrement de conception platonicienne. Mais en y regardant de plus près, une parenté curieuse se dessine. Les lois de l'entendement (...) n'ont-elles pas quelque chose du paradigme des idées platoniciennes ? et la place centrale des formes a priori n'est-elle pas une réminiscence de l'idée platonicienne de l’Unum et bonum inconditionnel? »

— Laas: Idealismus und Positivismus. vol. I, p. 72.
Pour Laas, le courant idéaliste n'est plus en mesure, en cette fin de XIXe siècle, d'interpréter philosophiquement les plus récents progrès de la science. Au lieu de se fonder sur les phénomènes et l'expérience sensible comme les autres connaissances, les philosophes idéalistes (représentants de la philosophie transcendantale ou de l'hégélianisme) continuent d'échafauder des systèmes abstraits pour justifier la démarche scientifique ou la morale ; mais cette justification, la théorie de la connaissance de Kant (comme l'avaient abondamment montré les débats entre philosophes du XIXe siècle) ne l'avait que promise, sans toutefois parvenir à la réaliser. L'essai de Laas sur « Les analogies de l'expérience chez Kant » (1876) et « Le point de vue de Kant dans le conflit entre connaissance et croyance » (Berlin 1882) développent entièrement ce jugement.
Laas, en héritier assumé de la pensée de David Hume et surtout de John Stuart Mill, est partisan du positivisme ou, comme il le dit parfois, du sensualisme, comme philosophie la mieux adaptée à la science de son temps ; toutefois, s'il loue en Auguste Comte le fondateur du Positivisme, il lui reproche d'avoir laissé de côté des questions philosophiques fondamentales, comme les rapports du Sujet à l'Objet. Il rejette aussi d'autres œuvres du philosophe français (par exemple ses conférences scientifiques), et prend ses distance avec sa religiosité, qu'il tient pour « mythologique et romantique ».
Les idées positivistes de Laas n'ont que peu d'influence après sa mort. Les continuateurs allemands du sensualisme, comme Avenarius, Mach, Ostwald et Ratzenhofer l'ont complètement ignoré. Les jugements sur l’œuvre philosophique de Laas, que l'on trouve dans le « Dictionnaire des philosophes » d'Eisler ou dans le Großes Konversations-Lexikon de Meyer n'ont guère été révisé au cours du XXe siècle.
De ses prises de position philosophiques et politiques, Laas écrit en conclusion du troisième tome de sa trilogie :
« En m'opposant philosophiquement à Kant et Platon, j'ai donné l'impression de déclarer la guerre à l'Idéalisme célébré unanimement, inscrit mes analyses historiques dans la continuité de celles, méprisés par une majorité, du sophiste Protagoras ; j'ai pu trahir un certain penchant pour le sceptique David Hume, j'ai désigné ma philosophie comme positivisme (...) je m'exposais fatalement à une multitude de malentendus et d'escarmouche dialectiques. »
Il ne se repent pourtant nullement d'avoir montré l'importance fondamentale du conflit entre Idéalisme et Positivisme ; car il considère que les théories scientifiques et politiques défendues au nom de l'Idéalisme sont non seulement branlantes, mais même « dangereuses », et « dangereuses idéologiquement » (kulturgefährlich). Plus il entend le mot « Idéalisme », et surtout en Allemagne, et plus il lui semble évident qu'il sert de prétexte commode à l'ignorance et à la pauvreté des idées, en somme à la paresse intellectuelle. Le mot « Idéalisme » évoque d'emblée « un sentiment illusoire ... de bien-être ». Laas espérait en conclusion que son histoire des idées contribuerait à une promotion de la philosophie positiviste, malgré la prévalence des préjugés inspirés par l'idolâtrie nationaliste.

## Œuvres
- Eudaimonia Aristotelis in ethicis principium quid velit et valeat, Berlin, 1859.
- (de) Aristotelische Textes Studien, Berlin, 186 (lire en ligne)3)
- (de) Der deutsche Aufsatz in der ersten Gymnasialklasse (Prima) ein Handbuch für Lehrer und Schüler enthaltend Theorie und Materialien, Berlin, 1868 (lire en ligne).
- (de) Goethe und das Elsass, Leipzig, 1871.
- Ernst Laas, Der deutsche Unterricht auf höheren Lehranstalten : Ein kritisch-organisatorischer Versuch, Berlin, Weidmannsche Buchhandlung, 1872 (lire en ligne)
- (de) Die Pädagogik des Johannes Sturm, Berlin, 1872.
- (de) Gymnasium und Realschule : alte Fragen, mit Rücksicht auf das bevorstehende preussische Unterrichtsgesetz historisch und kritisch von Neuem beleuchtet, Berlin, 1875.
- (de) Kants Analogien der Erfahrung : eine kritische Studie über die Grundlagen der theoretischen Philosophie, 1876[15].
- (de) Idealismus und Positivismus : Prinzipien des Idealismus und Positivismus, Berlin, 1879 (lire en ligne).
- (de) Idealismus und Positivismus : Idealistische und positivistische Ethik, Berlin, 1882 (lire en ligne).
- (de) Idealismus und Positivismus : Idealistische und positivistische Erkenntnistheorie, Berlin, 1884 (lire en ligne).
- (de) « Die Kausalität des Ich », Vierteljahresschrift für wissenschaftliche Philosophie, Leipzig, no 4,‎ 1880 (lire en ligne)
- (de) Kants Stellung in der Geschichte des Conflicts zwischen Glauben und Wissen : eine Studie, Berlin, 1882.
- (de) Zur Frauenfrage, Berlin, 1883.
- (de) Litterarischer Nachlaß, Vienne, Benno Kerry, 1887.

## Voir également
- Bibliographie d'Ernst Laas à la bibliothèque universitaire de Vienne (EoD)]
- Rudolf Eisler, Philosophen-Lexikon. Berlin (1912=.